# Laimgrube
Die Laimgrube war eine der ältesten Vorstädte von Wien und wurde 1850 mit weiteren Vorstädten eingemeindet. Heute zählt das dem Stadtzentrum nahe gelegene Areal größtenteils zum Bezirk Mariahilf, ein kleiner Teil liegt in Neubau.

## Geografie
Die Laimgrube, als eigener Stadtteil kaum mehr erkennbar, befindet sich im Osten des Bezirks Mariahilf und erstreckt sich vom Getreidemarkt auf dem ehemaligen Glacis, der Grenze zum 1. Bezirk, entlang des Wienflusses westwärts bis etwa zur Eggerthgasse, wo die Vorstadt Magdalenengrund angrenzte. Der Wienfluss wurde hier um 1900 eingewölbt und auf der Einwölbung der Naschmarkt errichtet.
Vom Wiental steigt das Gelände nach Norden beträchtlich an. Hier war die etwa in West-Ost-Richtung parallel zum Wienfluss verlaufende Gumpendorfer Straße zum Teil Grenze zu den Vorstädten Mariahilf und Windmühle; im östlichsten Teil reichte die Vorstadt Laimgrube nordwärts aber noch über die heutige Mariahilfer Straße hinaus und umfasste nördlich dieser im 7. Bezirk das Areal der heutigen Stiftskaserne und der Häuser östlich dieser bis zum Areal des heutigen MuseumsQuartiers, der früheren kaiserlichen Hofstallungen. Im nördlichen Teil grenzte die Laimgrube an die Vorstädte Mariahilf (im Westen anschließend) und Spittelberg (im Norden).
Die Laimgrube ist heute ein Zählbezirk der amtlichen Statistik, dessen Grenzverlauf jedoch nicht mit dem der ehemaligen Vorstadt ident ist.
Sowohl in Mariahilf als auch in Neubau ist unter dem Namen Laimgrube von der Stadt Wien eine bauliche Schutzzone definiert.

## Namensherkunft
Der Name Laimgrube ist auf die Lehmgruben, die hier am Abhang des Wientals bereits seit dem 14. Jahrhundert existierten, zurückzuführen. Im Bairischen wurden diese Gruben Lamgrueben genannt (Lam mit langem a gesprochen).

## Geschichte

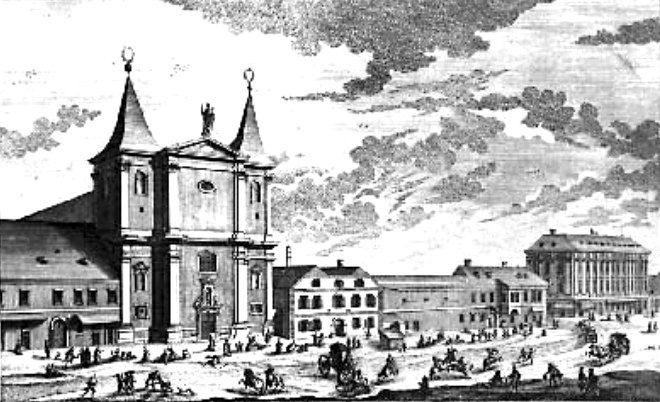
Die Laimgrube und die Kirche St. Josef im Jahr 1724

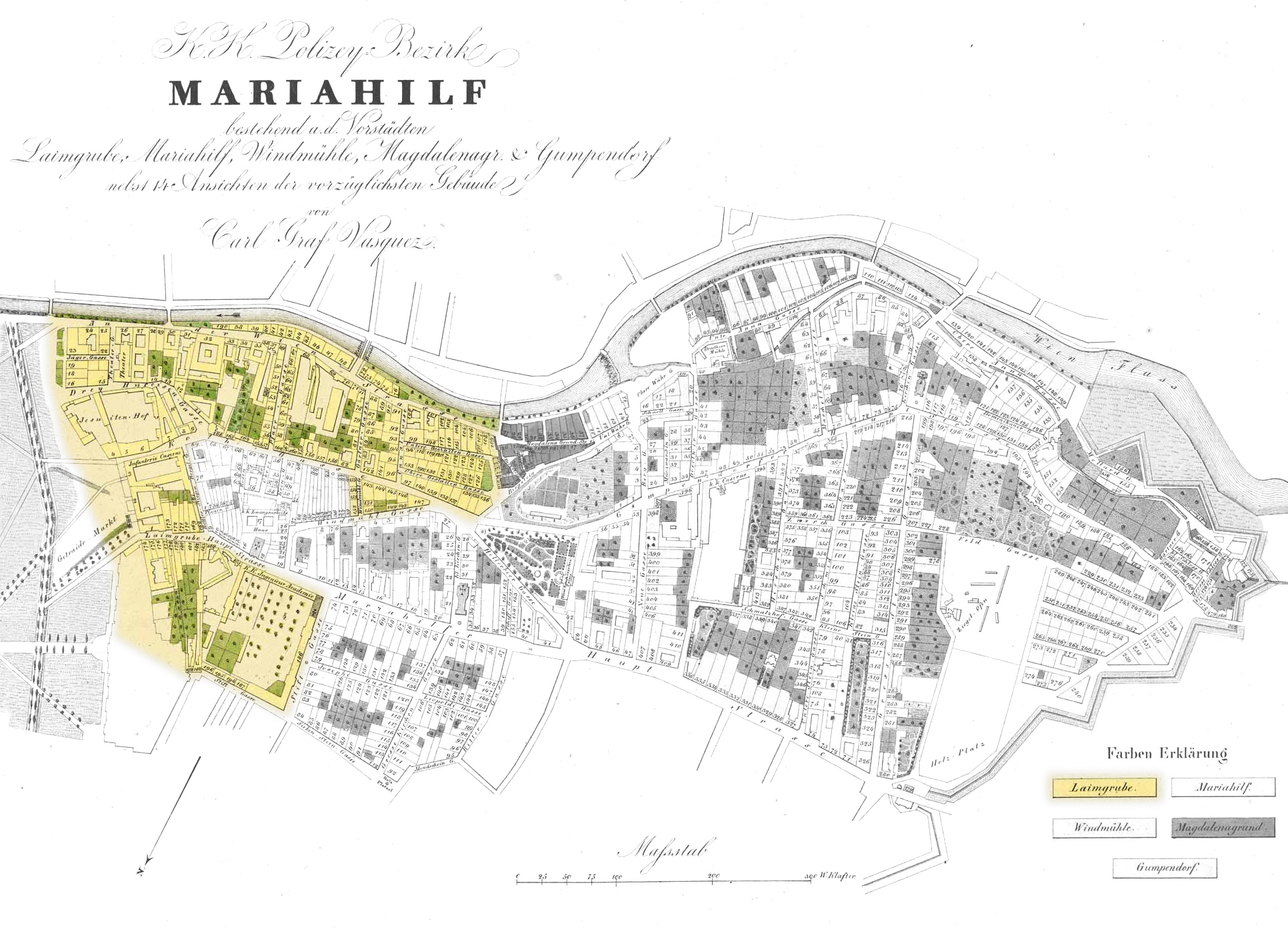
Die Vorstadt Laimgrube auf dem Vasquez-Plan des Polizeibezirks Mariahilf, um 1830 (Norden ist unten)

Die Ortschaft Laimgrube bestand bereits im 11. Jahrhundert und wurde im Jahr 1291 erstmals urkundlich erwähnt. Sie zählt somit zu den ältesten Vorstädten Wiens. Das Zentrum der Siedlung, die so genannte Obere Laimgrube, befand sich im heutigen Kreuzungsbereich von Windmühlgasse und Mariahilfer Straße. Die Untere Laimgrube bildete der Abhang zum Wienfluss, auch die Namen Im Saugraben und An der Wien waren für dieses Areal gebräuchlich.
Im Bereich des Flussufers wurde Lehm zur Ziegelherstellung abgebaut, außerdem befanden sich hier einige Mühlen, woran noch heute Straßennamen entlang dieses Abschnitts des Wienflusses erinnern (Hofmühlgasse, Schleifmühlgasse). Zwischen der Oberen und Unteren Laimgrube erstreckten sich Obst- und Weingärten, der Wein aus dieser Gegend erfreute sich damals hoher Beliebtheit. Der Weinbau zählte daher neben der Ziegelherstellung auch zu den Haupteinnahmequellen der Bevölkerung.
Herzog Albrecht II. und seine Gemahlin ließen Mitte des 14. Jahrhunderts eine Kapelle zu Ehren des Heiligen Theobald (der sich, zwischen Altar und Kirche stehend, auf dem Wappen der Laimgrube befindet) und der Heiligen Katharina errichten. Sie gründeten auch ein Krankenhaus, das im Jahr 1354 in ein Clarissinnen-Kloster umgewandelt wurde. Sowohl die Kapelle als auch das Kloster wurden 1451 vom späteren Kaiser Friedrich III. an den Franziskanerorden übergeben. Um 1500 befanden sich in der späteren Kothgasse, heute der zentrumsnächste Teil der Gumpendorfer Straße, mehrere Bordelle. Zu dieser Zeit wurde auch eine Befestigungsanlage errichtet, die jedoch der ersten Türkenbelagerung 1529 nicht standhielt. Kloster, Kapelle und die meisten Gebäude der späteren Vorstadt wurden zerstört, die Vorstadt wurde erst mehr als 20 Jahre später langsam wiedererrichtet.
Auf dem Areal des zerstörten Klosters wurden in den 1560er Jahren eine Windmühle und etliche Miethäuser gebaut, woraus sich die kleine Ortschaft Windmühle entwickelte. Im 17. Jahrhundert wurde eine neue Kapelle und später auch ein Kloster errichtet, beide Bauwerke wurden jedoch bei der zweiten Türkenbelagerung 1683 erneut zerstört. In den 1690er Jahren wurde das Kloster abermals aufgebaut, die dazu errichtete Kirche wurde dem Namenspatron des Erzherzogs und späteren Kaisers Joseph I. geweiht. Das Kloster der Karmeliter wurde 1797 aufgelöst.
Im 17./18. Jahrhundert ging die Grundherrschaft über die Laimgrube größtenteils an den Magistrat der Stadt Wien über. Seit dem 18. Jahrhundert erstreckte sich die Laimgrube, die davor nur bis zur Mariahilfer Straße gereicht hatte, bis tief in den heutigen 7. Bezirk und umfasste auch einen Teil des Spittelbergs.

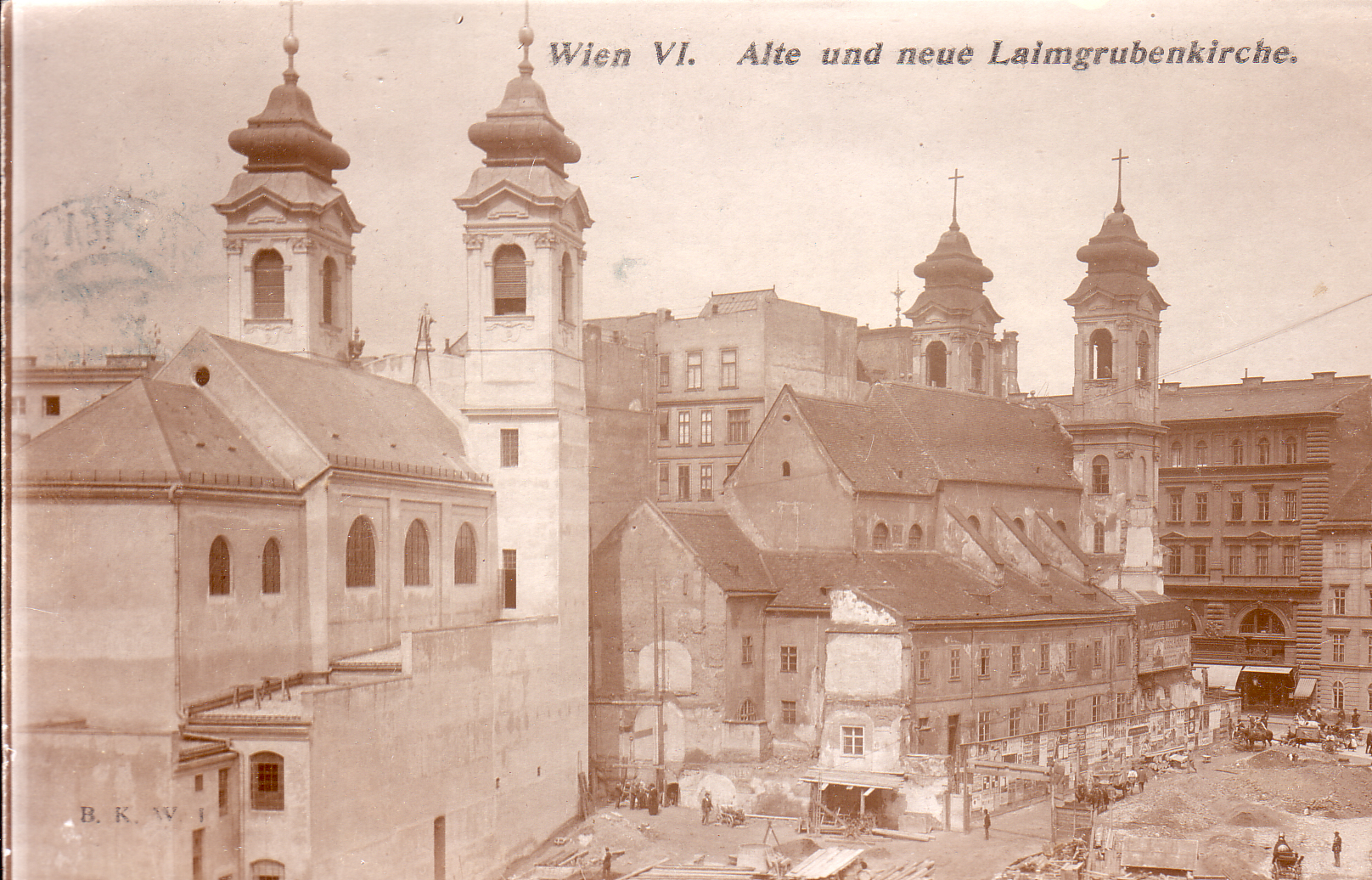
Neue und alte St.-Josefs-Kirche im Jahr 1907

1801 eröffnete Emanuel Schikaneder am Wienfluss das Theater an der Wien, wo mehrere Symphonien Ludwig van Beethovens uraufgeführt wurden. Beethoven wohnte 1803/04 im Hintertrakt des Theaters. 1832 nannte Sickingen das Theater das größte und schönste Schauspielhaus der Residenzstadt. 1905 hatte hier Die lustige Witwe von Franz Lehár ihre Uraufführung. Seit 2006 ist das seit 1962 stadteigene Theater, zuvor Musicalbühne, nach Staatsoper und Volksoper das dritte Opernhaus Wiens. Die Umgebung des Theaters wurde einst Komödiantendörfel genannt.
Um 1830 hatte die Laimgrube 8400 Einwohner und wurde als mittlere, solide und reinliche Vorstadt bezeichnet. Die Mariahilfer Straße wurde damals von ihrem zentrumsseitigen Beginn bis zur Windmühlgasse Laimgrube-Hauptstraße genannt. Im Gebäude der späteren Stiftskaserne befand sich die große Ingenieur-Akademie, deren Gebäude 1769 von Herzogin Theresia Anna von Savoyen errichtet wurde; hier wurden unter der obersten Leitung von Erzherzog Johann Ingenieuroffiziere ausgebildet. An der Ecke Mariahilfer Straße / Stiftgasse befindet sich die große, 1739 erbaute Stiftskirche.
1850 wurde die Vorstadt gemeinsam mit Mariahilf, Windmühle, Magdalenengrund und Gumpendorf als 5. Bezirk, Mariahilf, eingemeindet. 1861 wurde Mariahilf aufgrund der Teilung der Wieden zum 6. Bezirk, ein Jahr später verlor es die Teile nördlich der Mariahilfer Straße (also auch einen Teil der Laimgrube) an den 7. Bezirk, Neubau.
Um 1900 wurden die am Wienfluss gelegenen Teile des 6. Bezirks im Zuge seiner Regulierung assaniert, es entstand späthistoristischer und teilweise secessionistischer Baubestand, auch wurde das Straßennetz vereinfacht und bei den steileren Abhängen zur Wien Stiegenanlagen erbaut (siehe Stiegenanlagen in Mariahilf).
Die an der Mariahilfer Straße gelegene Laimgrubenkirche, eigentlich St. Josef ob der Laimgrube (ob = oberhalb; die Kirche zählte zur Vorstadt Windmühle) wurde in den Jahren 1906/07 aufgrund ihrer verkehrsbehindernden Lage nach einer Vereinbarung zwischen der Gemeinde Wien und dem erzbischöflichen Ordinariat verlegt. Dazu wurde die Kirche an ihrem heutigen Platz in der Windmühlgasse als neubarocke Stilkopie aufgebaut, die Innenausstattung der ursprünglichen Kirche in den nur knapp 50 Meter entfernten Neubau übertragen. Auch dieser befindet sich in der ehemaligen Vorstadt Windmühle. Nach der Weihe der neuen Kirche im Oktober 1907 wurde die alte schließlich abgetragen.

## Persönlichkeiten
- Josef Danhauser (1805–1845), Maler, Grafiker und Möbelfabrikant
- Vinzenz Deutschmann (1807–1838), Orgelbauer
- Carl Ditters von Dittersdorf (1739–1799), Komponist und Violinist
- Albert Ilg (1847–1896), Kunsthistoriker
- Franz Jäger sen. (1744–1809), Architekt, Hofsteinmetzmeister
- Franz Jäger jun. (1781–1839), Architekt, Hofsteinmetzmeister, Kunstsammler
- Karl Jäger (1784–1859), Hofsteinmetzmeister
- Johann Gottfried Malleck (1733–1798), Orgelbauer
- Carl Millöcker (1842–1899), Operettenkomponist
- Friedrich Schlögl (1821–1892), Schriftsteller und Feuilletonist
- Carl Schindler (1821–1842), Maler
- Anton Walter (1752–1826), Klavierbauer